# موريس فوستر (سياسي)
موريس فوستر هو سياسي كندي، ولد في 8 سبتمبر 1933 في كندا، وتوفي في 2 أكتوبر 2010 في نفس البلد. حزبياً، نشط في الحزب الليبرالي الكندي. وقد انتخب عضو مجلس العموم الكندي.